# Korpás Emil
Korpás Emil (Ürmény, 1910. szeptember 1. – Budapest, 1980. november 2.) geográfus, egyetemi tanár.

## Élete
Korpás Géza Emil (1878–1954), a Ganz-gyár asztalossegéde és Szeitel Józsa (1883–1964) fiaként született. 1928-ban Budapesten kereskedelmi iskolában érettségizett, majd 1931-ben magánúton gimnáziumi érettségi vizsgát is tett. 1933-ban a Magyar Tudományegyetem közgazdaság-tudományi kar tanárképző intézetében földrajz–vegytan–áruismeret szakos kereskedelmi iskolai tanári oklevelet szerzett, 1934-ben a Pázmány Péter Tudományegyetemen bölcsészdoktor lett, 1958-tól pedig a földrajztudományok kandidátusa. 1934–1935-ben a bécsi Collegium Hungaricum ösztöndíjasa.
Ezt követően állástalan diplomás, illetve házitanító. A Mezőgazdasági Tudományos Központba, utóbb az MTA Talajtani és Agrárkémiai Kutatóintézetébe került kutatónak, ahol talajtani térképezéssel foglalkozott. 1942-ben rövid ideig a Kassai Kereskedelmi Főiskolán tanított. Részt vett a Magyar 2. hadsereg tisztjeként a Don-kanyarnál zajló tragikus ütközetekben (1942-1943). 1942–1954 között a Kereskedelmi Akadémián, utóbb a Kereskedelmi és Számviteli Főiskola lett tanársegéd, főiskolai tanár, majd 1945 és 1951 között Gazdaságföldrajz tanszékvezető. 1952-től a Szegedi Tudományegyetem földrajzi tanszékének meghívott előadója, majd 1954-től egyetemi docens. 1957–1963 között tanszékvezető és az Acta Geographica (Szeged) szerkesztője. 1963-tól a budapesti Marx Károly Közgazdaságtudományi Egyetem docense, majd címzetes egyetemi tanára volt.
A Magyar Földrajzi Társaságnak fél évszázadon át volt tagja, 25 évig választmányi tagja, 1978-tól tiszteletbeli tagja. Két periódusban is tagja volt az MTA Földrajzi Főbizottságának. Aldobolyi Nagy Miklóssal kidolgozta a talajföldrajzi kutatások módszertanát.
Teleki Pál (politikus) miniszterelnök, földrajztudós tanítványa, a Magyar Cserkészszövetség országos szervezetének volt tagja. Az 1947. március 23-ai Magyar Cserkészfiúk Szövetség közgyűlésen az Országos Intéző Bizottság rendes tagja.

## Családja
Felesége 1939-től Görgényi (Gyermán) Julianna történelemtanár, MÁV-tisztviselő. Gyermekeik Korpás László (1943–2007) geológus, kartográfus, az MTA doktora, Dr. Korpás Balázs (1940-2000) orvos és Dr. Korpás Attila közgazdász (1941-1979).

## Művei
- Egyetemi és főiskolai jegyzeteket, gimnáziumi tankönyvet (tíz kiadás) is írt
- A Gerecse-hegység morfológiája. Földrajzi Közlemények 1933
- A Csepel-sziget. Vízügyi Közlemények 1934
- Szeged környékének talajföldrajzi vázlata. Földrajzi Közlemények 1955
- A talajföldrajzi kutatások módszertana. Földrajzi Közlemények 1955
- A mezőföldi talajerózió földrajza. In: A Mezőföld természeti földrajza. Budapest, 1959
- Délkelet-Ázsia. Budapest, 1965 (tsz. Bögös László és Matolcsy Károly)
- Die Wirtschaftliche Entwicklung der südlichen Tiefebene (Alföld). Acta Geographica, Debrecen, 1968
- Magyarország gazdaságföldrajza. Budapest, 1969 (tsz.)